# Hyposmocoma suffusella
Hyposmocoma suffusella là một loài bướm đêm thuộc họ Cosmopterigidae. Nó là loài đặc hữu của Molokai và Maui.
Ấu trùng ăn Pipturus. The larva is known to be a case-maker.